# Boletus satanas
Rubroboletus satanas, Boletus satanas, o boleto de Satanás, es un hongo basidiomiceto de la familia Boletaceae, que habita en bosques de caducifolios de las regiones templadas de Europa y Norteamérica, preferentemente en suelos calizos. El cuerpo fructífero aflora de verano a otoño. Es un hongo venenoso en crudo, provocando trastornos gastrointestinales, mientras que cocido es indigesto. El epíteto específico "satanas" significa "satánico". Son especies muy próximas el B. torosus, el B. splendidus y el B. rhodopurpureus que tampoco tienen valor como comestible, resultando indigestos o ligeramente tóxicos.

## Morfología

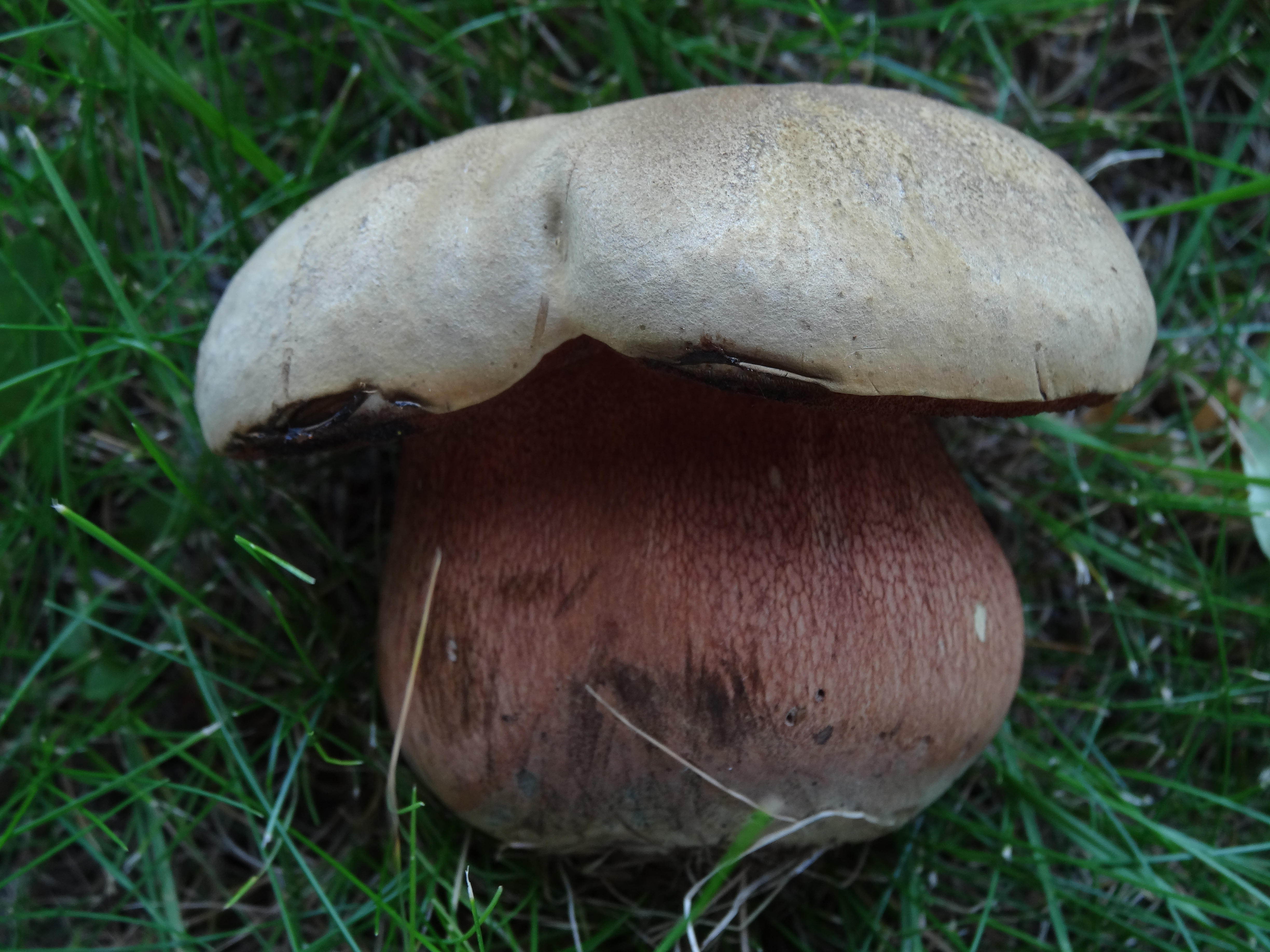

La seta del Rubroboletus satanas tiene un sombrero que puede llegar a medir hasta 25 o 30 cm de diámetro, muy grueso y compacto, con una cutícula que va del blanco grisáceo al verde oliváceo muy pálido. Su forma pasa de ser casi esférica con los márgenes enrollados y de textura ligeramente aterciopelada, a abrirse y tomar una forma convexa y textura lisa en la madurez. Los poros en la zona inferior del sombrero son de un color amarillento en las fases tempranas, pasando después al anaranjado, tomando finalmente un tono rojo. El pie del cuerpo fructífero mide entre 5 y 12 cm de largo por entre 4 y 10 cm de ancho, es corto y tiene un aspecto rechoncho. En fases tempranas, el pie es amarillento en la parte superior, rojo en la parte central y pardo rojizo en la base. En fases más maduras toma color rojizo en su totalidad y se mancha de azul al tacto, principalmente en la parte inferior. Su carne es compacta y blanca o amarillenta. Al cortarla toma un tono grisáceo y después azulado al entrar en contacto la albúmina de la seta con el oxígeno. Su olor es desagradable y su sabor dulce. Su esporada es de color verde oliváceo.

## Posibilidades de confusión
Es posible confundirlo con especies cercanas como B. rhodoxanthus o con ejemplares juveniles de B. calopus. Ninguna de estas dos especies es comestible.

## Distribución y hábitat
Rubroboletus satanas está ampliamente distribuido por toda la zona templada, pero es raro en la mayoría de las localidades de las que se tiene constancia. En Europa, se da sobre todo en las regiones meridionales y es raro o ausente en los países septentrionales. Fructifica en verano y a principios de otoño en bosques cálidos, frondosos y mixtos, formando asociaciones ectomicorrícicas con robles (Quercus) y castaños (Castanea), con preferencia por suelos calcáreos. Otros hospedadores frecuentes son el carpe (Carpinus), el haya (Fagus) y el tilo (Tilia).
En el Reino Unido, este llamativo boleto sólo se encuentra en el sur de Inglaterra. Es poco común en Escandinavia, y se da principalmente en unas pocas islas del mar Báltico donde las condiciones son favorables, con suelos muy calcáreos. En la región mediterránea oriental, se ha descrito su presencia en el bosque de Bar'am, en la región de la Alta Galilea, en el norte de Israel, así como en la isla de Chipre, donde se encuentra en asociación con el roble dorado (Quercus alnifolia), endémico y estrecho. Además, se ha documentado su presencia en las regiones del Mar Negro y Anatolia oriental de Turquía, así como en Crimea y Ucrania, y es posible que su distribución se extienda hasta el sur de Irán.
En el pasado, se había informado de la presencia de R. satanas en las zonas costeras de California y el sureste de EE. UU., sin embargo, estos avistamientos corresponden más bien a la especie estrechamente relacionada Rubroboletus eastwoodiae.